# Zeitschrift für Frauenstimmrecht
Die Zeitschrift für Frauenstimmrecht erschien zwischen 1907 und 1918 und war die erste Zeitschrift der bürgerlichen Frauenbewegung, die sich ausschließlich der Thematik Frauenstimmrecht widmete. Sie stellte die Sicht des radikalen Flügels der bürgerlichen Frauenbewegung zum Frauenstimmrecht dar.

## Geschichte
Nach der Gründung des Deutschen Verbands für Frauenstimmrecht wurde zunächst die von Minna Cauer bereits seit 1895 herausgegebene Zeitschrift Die Frauenbewegung zum Organ des Verbandes. Mit Verweis auf die partei-politische Neutralität wurde bei der 2. Generalversammlung 1907 entschieden, dass Die Frauenbewegung nicht mehr das Verbandsorgan sein konnte, da sie die radikale Richtung der Frauenbewegung vertrete. Stattdessen wurde als Sprachrohr des Verbands eine neue Zeitschrift, die Zeitschrift für Frauenstimmrecht, etabliert. Sie erschien sowohl als eigenständige Zeitschrift als auch als monatliche Beilage der Frauenbewegung und wurde von der Verbandsvorsitzenden Anita Augspurg redigiert. Der Verband verstand sich zu diesem Zeitpunkt als Sammelbecken aller Frauenstimmrechtsbemühungen, was sich in der Ausrichtung der Zeitschrift widerspiegeln sollte.
Doch 1912 wurde vom Verband eine neue Verbandszeitschrift mit dem Namen Frauenstimmrecht ins Leben gerufen, die wiederum von Anita Augspurg herausgegeben wurde. Dies brachte die Frauenbewegung in ökonomische Schwierigkeiten, da die Zeitschrift für Frauenstimmrecht zumindest noch zum Teil als deren Beilage erschienen war und damit den Abonnentenkreis abgesichert hatte. Die Freundschaft zwischen Cauer und Augspurg zerbrach an dieser Entwicklung, auch wenn sie später noch zusammenarbeiteten. Cauer entschloss sich, die Zeitschrift für Frauenstimmrecht weiterzuführen, allerdings nur noch als Beilage zur Frauenbewegung. Die Redaktion übernahm sie selbst.
Die weiterhin bestehenden Richtungskämpfe im Verband führten 1913 zum Austritt etlicher Ortsvereine und vieler Einzelmitglieder (darunter Augspurg) aus dem Verband, die dann den Deutschen Stimmrechtsbundes gründeten. Cauer kommentierte dies in der Zeitschrift mit: „Es ist nunmehr genügend Auswahl vorhanden, so daß jeder sein Feld sich aussuchen kann; das konservative, das gemäßigte und das demokratische.“ Der Stimmrechtsbund wie auch die Zeitschrift für Frauenstimmrecht vertraten in dieser Darstellung die demokratische Richtung. Der Stimmrechtsbund, der sich in seinen Mitteilungen des deutschen Frauenstimmrechtsbundes auf Vereinsnachrichten beschränkte, nutzte für inhaltliche Darstellungen von da an neben der Zeitschrift Die Frauenbewegung auch die Zeitschrift für Frauenstimmrecht.
Die letzte Ausgabe der Zeitschrift für Frauenstimmrecht erschien im Dezember 1918. Ein Jahr später wurde auch Die Frauenbewegung eingestellt, nachdem in Deutschland das Frauenwahlrecht erreicht worden war.

## Inhalt und Struktur
Das Motto der Zeitschrift war „Gerechtigkeit erhöht ein Volk“. Das Titelblatt zeigte eine allegorische Darstellung des Kampfes um das Stimmrecht, bei der vor der aufsteigenden Sonne eine Frauengestalt triumphierend eine zerrissene Kette in die  Höhe hielt.
Die einzelnen Ausgaben der Zeitschrift bestanden jeweils aus einem Leitartikel zu theoretischen oder praktischen Aspekten der Stimmrechtsbewegung im In- und Ausland sowie einem Hintergrundsbericht zu Fragen der Gleichberechtigung oder verwandten Themen. Dazu kam die Rundschau mit Informationen zu den Aktivitäten und Terminen der Orts- und Landesgruppen des Verbands. Den Abschluss bildeten jeweils die Bekanntmachungen des Frauenstimmrechtverbandes. Neben dem redaktionellen gab es auch einen Werbeteil.

Auswahl einiger Ausgaben der Zeitschrift für Frauenstimmrecht
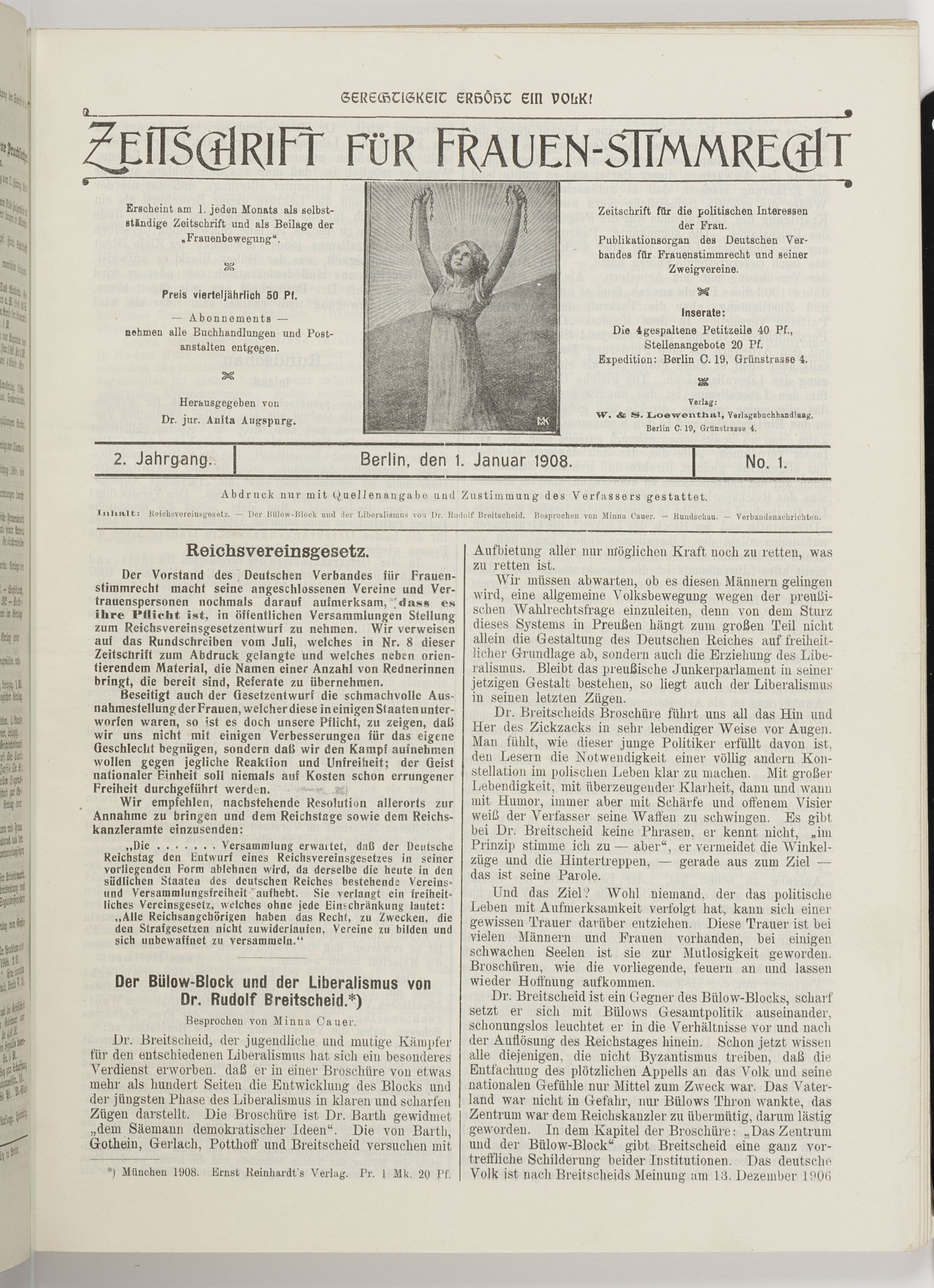
Ausgabe Nr. 2 1908
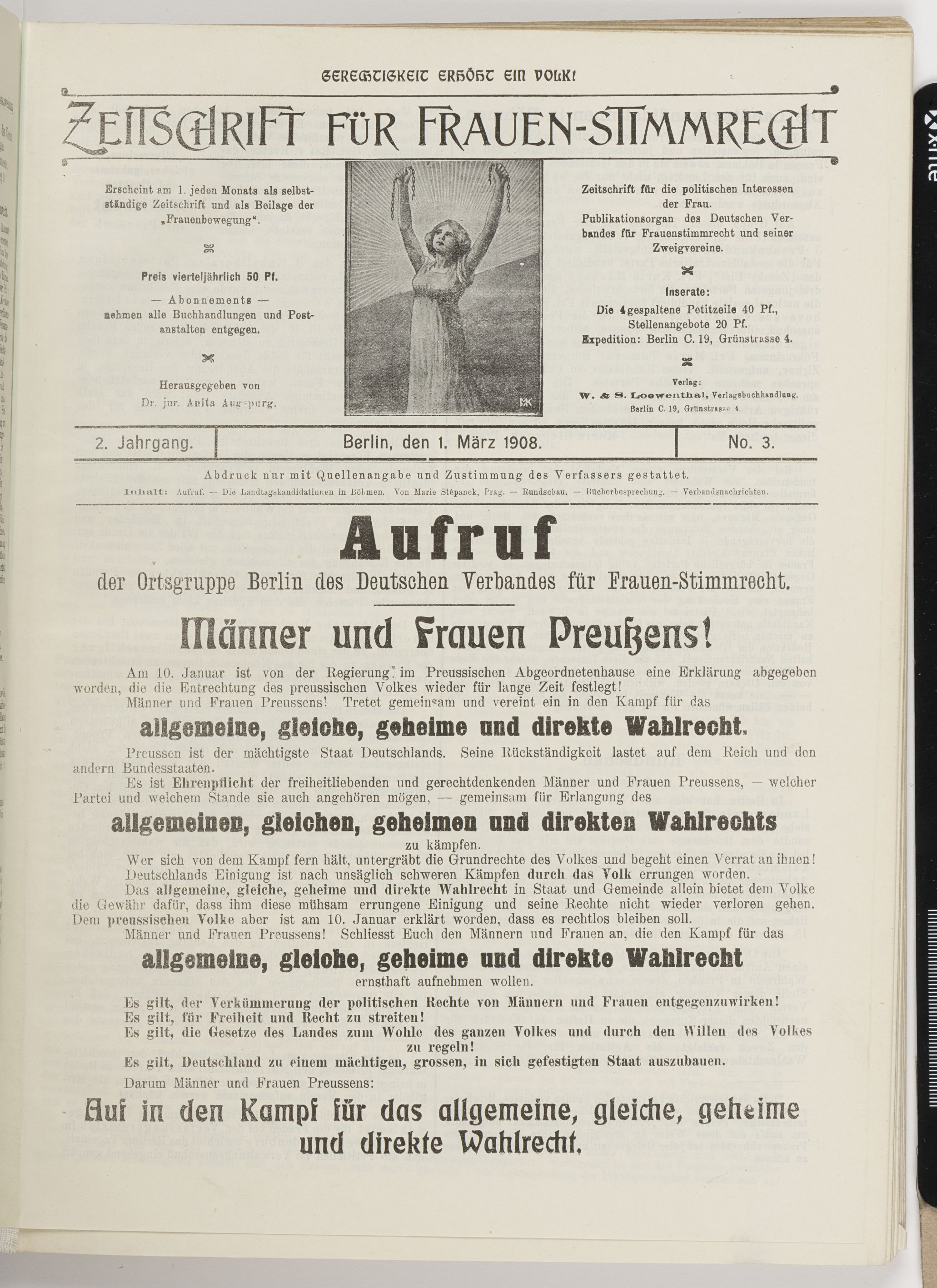
Ausgabe Nr. 3 1908
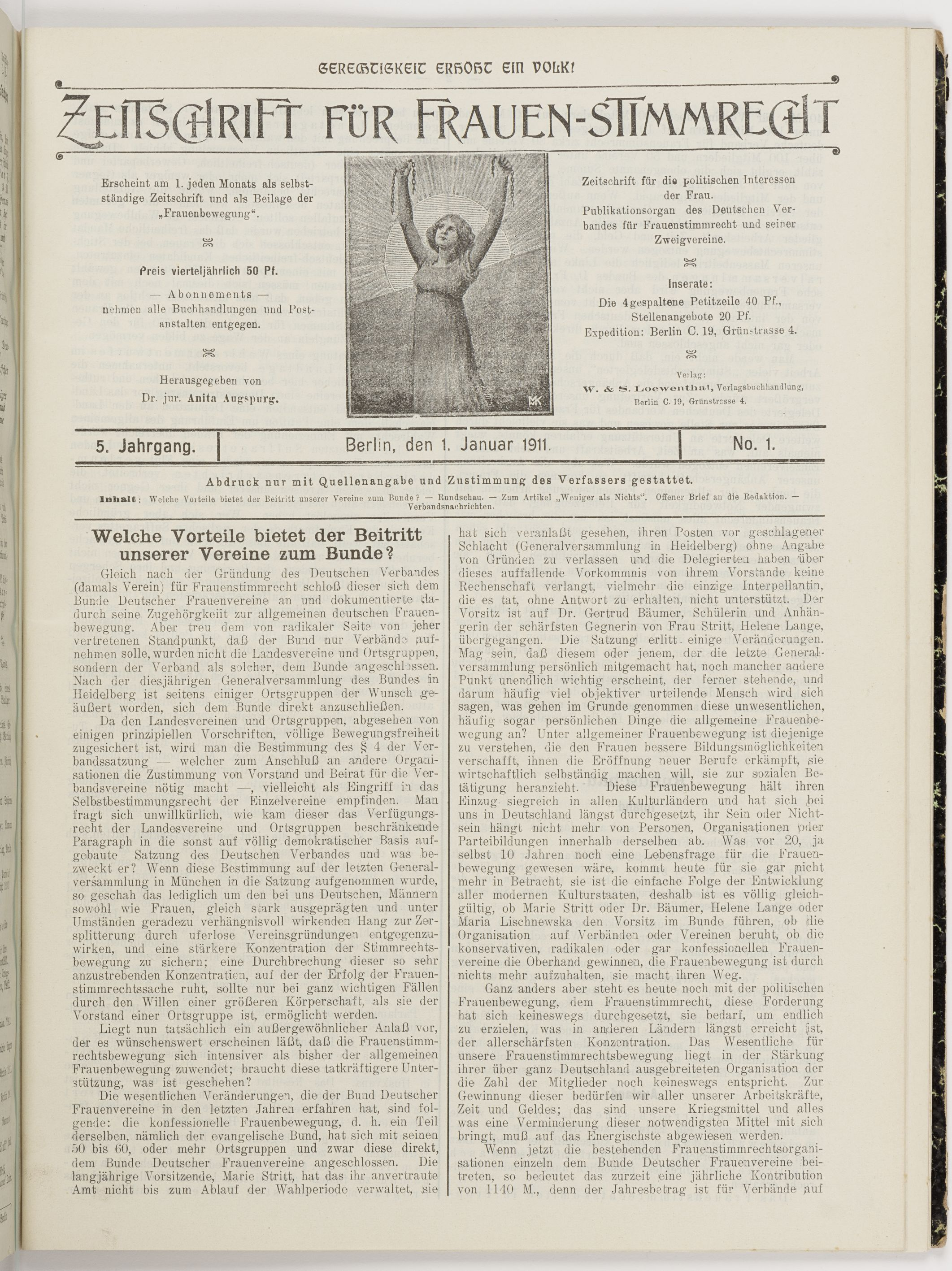
Ausgabe Nr. 1 1911
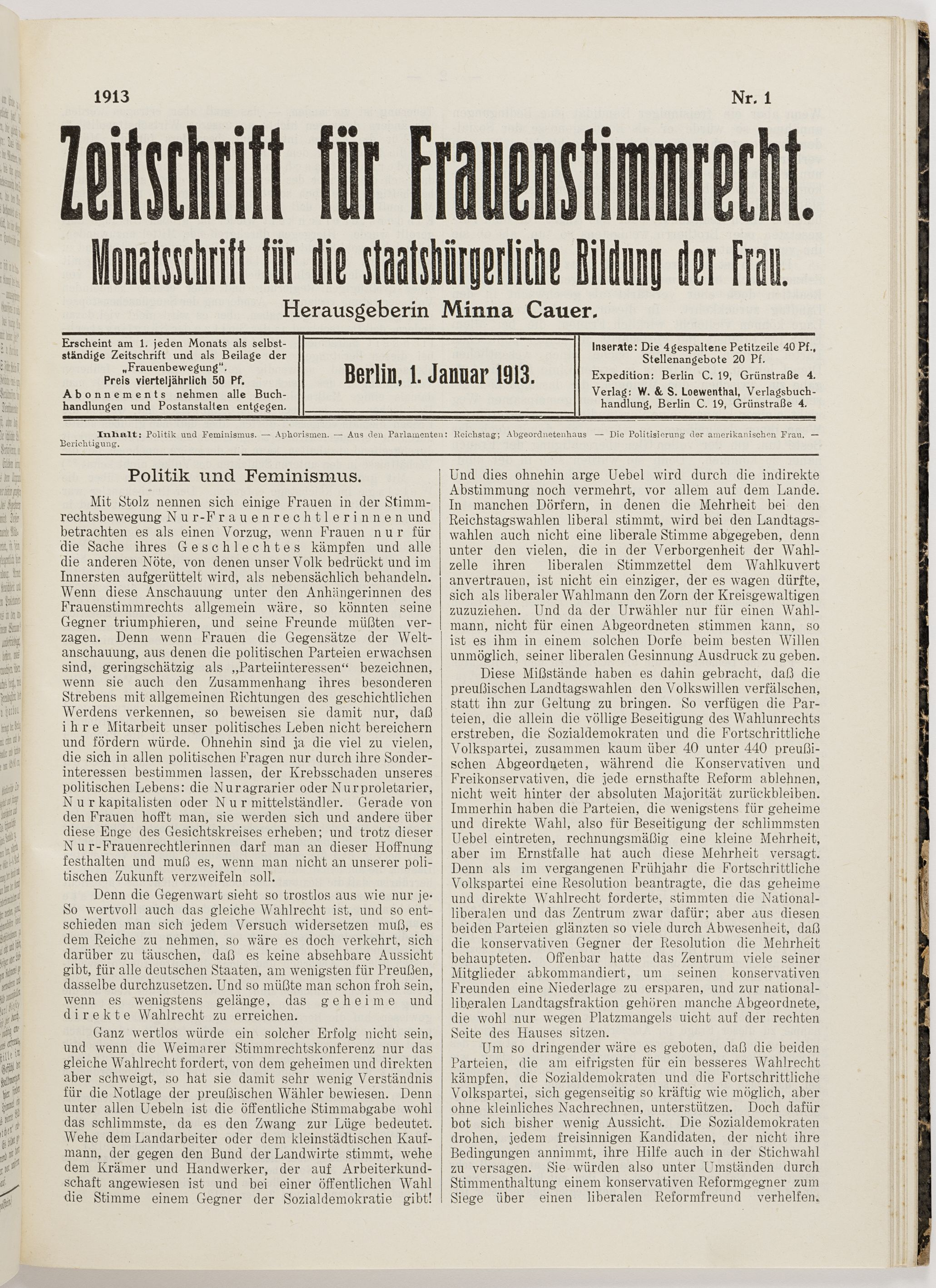
Ausgabe Nr. 1 1913
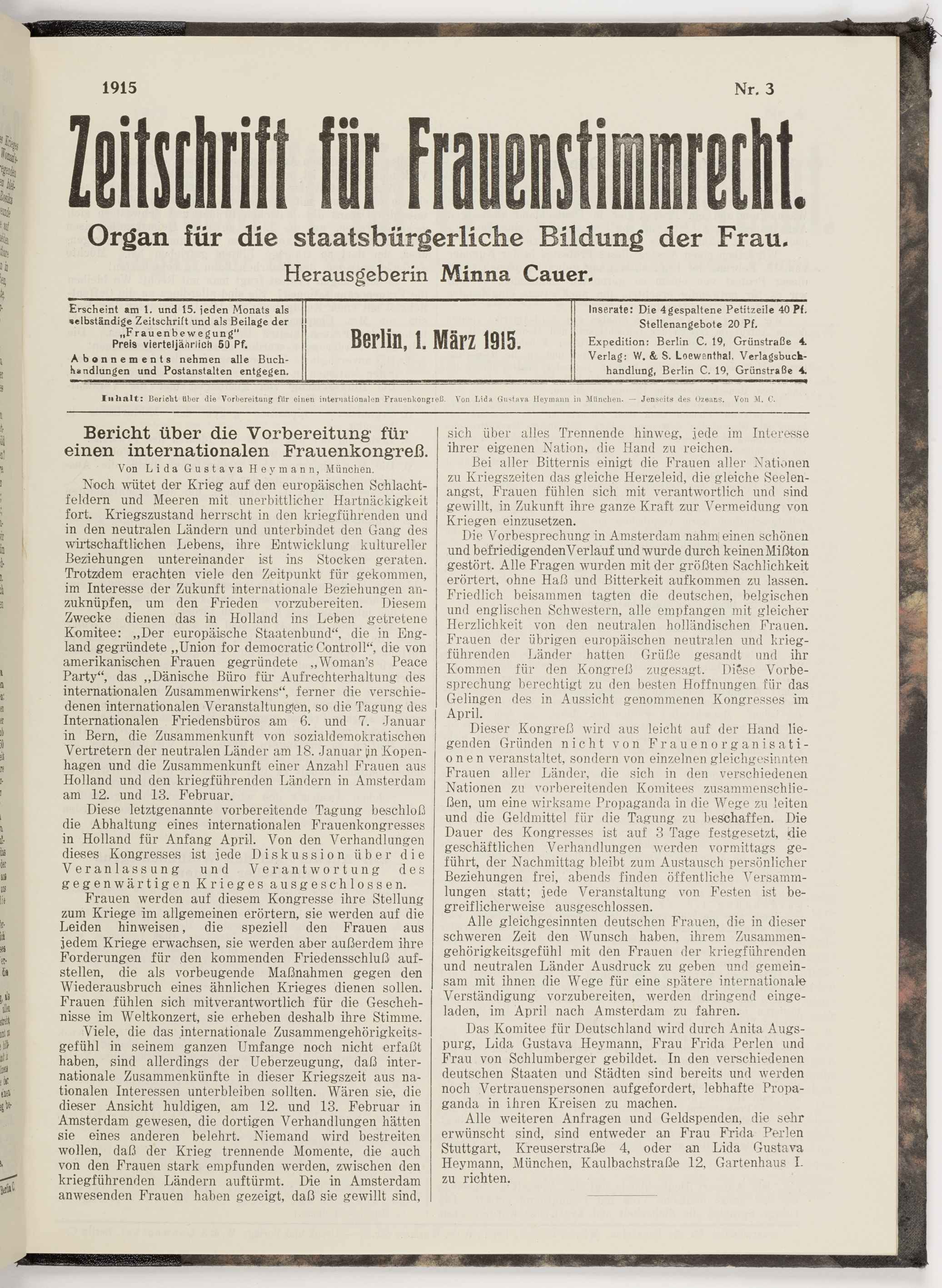
Ausgabe Nr. 3 1915
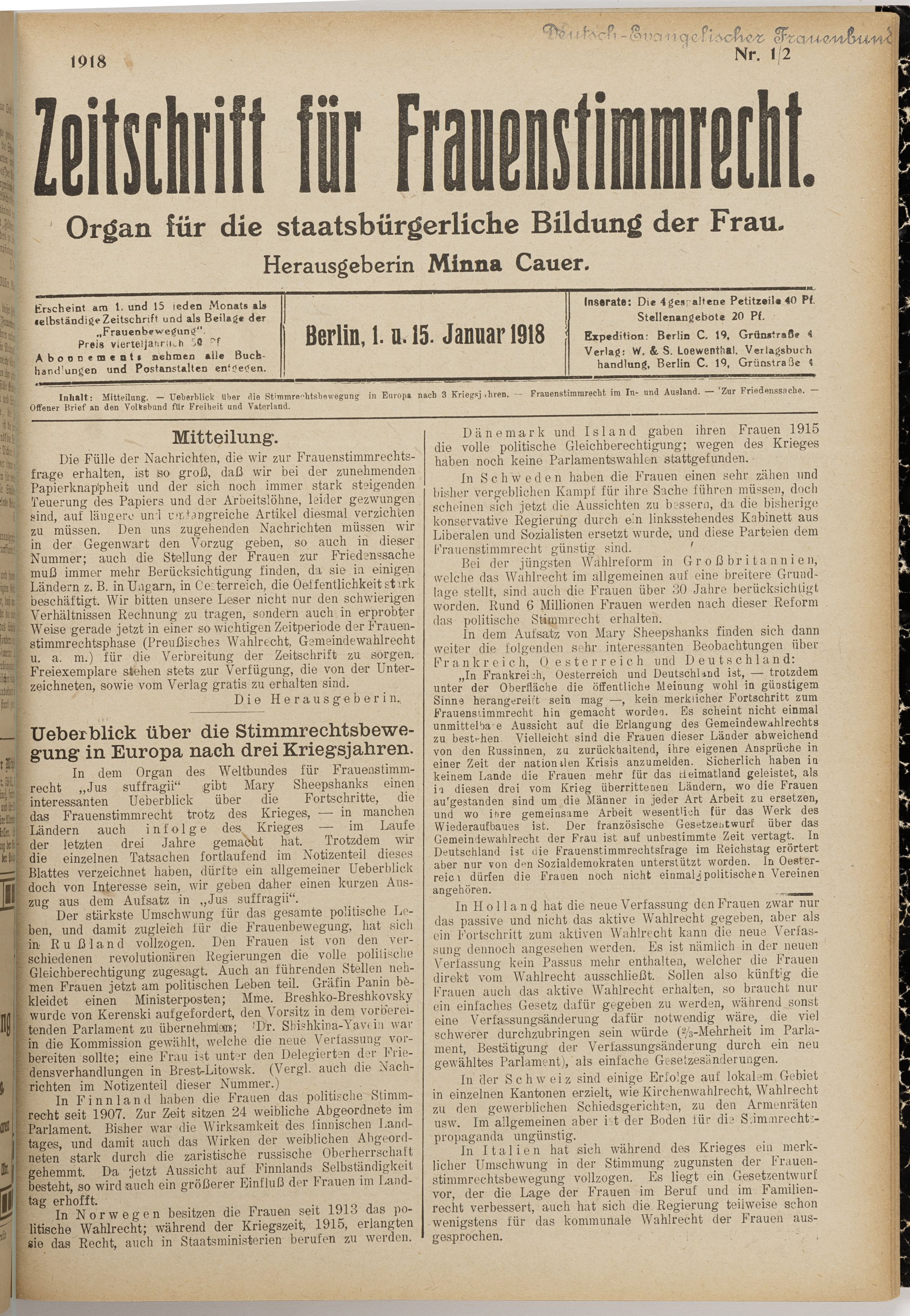
Ausgabe Nr. 1/2 1918

## Weiteres
Ein Quartalsabonnement kostete 50 Pfennig.